# 洪家渡水库
洪家渡水库位于中国贵州省毕节地区织金、黔西、大方、纳雍四县交界处，坝址位于织金茶店乡、黔西五里乡两乡交界的化冲河（乌江上游六冲河的一段）上，是以发电为主，兼有防洪、航运等功能的大（一）型水库。
2008年被命名为支嘎阿鲁湖，以纪念彝族历史上的支嘎阿鲁王。
在库区周围分布着织金洞、九洞天、百里杜鹃国家森林公园、奢香夫人墓等景观。
洪家渡水电站是乌江水电基地11个梯级电站中唯一对水量具有多年调节能力的“龙头”电站，总库容微超过多年平均径流量48.9亿立方米。坝址以上控制流域面积占六冲河流域面积的91％。水库为山区峡谷和湖泊混合型，正常蓄水位时回水长84.89km，最宽处3.57km。洪家渡水电站枯水期调节流量增加，汛期减少下游梯级调峰弃水，可大幅度提高乌江干流发电效益。